# Liste der denkmalgeschützten Objekte in Birgitz
Die Liste der denkmalgeschützten Objekte in Birgitz enthält die 4 denkmalgeschützten, unbeweglichen Objekte der Gemeinde Birgitz.

## Denkmäler
| Foto |                 | Denkmal                                                                                      | Standort                                 | Beschreibung | Metadaten |
| ---- | --------------- | -------------------------------------------------------------------------------------------- | ---------------------------------------- | --- | --- |
| ja   | Datei hochladen | Kath. Pfarrkirche Mariä Heimsuchung und Friedhof HERIS-ID: 55305 Objekt-ID: 63908 TKK: 19480 | neben Dorfstraße 39 Standort KG: Birgitz | Eine 1634–1637 errichtete Kirche wurde 1727/28 vermutlich nach Plänen von Gallus Gratl barock umgebaut und vergrößert. Der Saalbau weist ein querschiffartig erweitertes Südjoch, einen eingezogenen, polygonal geschlossenen Chor und Turm an der Chorostseite. Die Nordfassade ist mit Eckpilastern, einem aufgesetzten Volutengiebel und einem steingefassten Rundbogenportal gegliedert und mit einem Giebelfresko Mariae Heimsuchung sowie Nischen mit barocken Statuen der hll. Sebastian und Blasius geschmückt. Im Inneren sind das Langhaus und der Chor mit einem Tonnengewölbe mit Stichkappen versehen, die Deckengemälde wurden 1825 von Josef Anton Kirchebner geschaffen. | BDA-Hist.: Q38064528 Status: § 2a Stand der BDA-Liste: 2025-06-30 Name: Kath. Pfarrkirche Mariä Heimsuchung und Friedhof GstNr.: .1, 765 Pfarrkirche Birgitz     |
| ja   | Datei hochladen | Schwaben-Kapelle HERIS-ID: 66693 Objekt-ID: 79601 TKK: 29866                                 | Steinachweg Standort KG: Birgitz         | Der offene Kapellenbildstock stammt aus der ersten Hälfte des 19. Jahrhunderts. In der karniesbogenförmigen Nische mit Keilstein befindet sich ein barockes Kruzifix. | BDA-Hist.: Q38114098 Status: § 2a Stand der BDA-Liste: 2025-06-30 Name: Schwaben-Kapelle GstNr.: 1151                                                            |
| ja   | Datei hochladen | Klamm-Kapelle, Johannes Nepomuk-Kapelle HERIS-ID: 66705 Objekt-ID: 79613 TKK: 29906          | Standort KG: Birgitz                     | Der an die Klammmauer gebaute, gemauerte Kapellenbildstock mit Satteldach wurde nach 1856 errichtet. In der vergitterten Rundbogennische steht eine barocke Statue des hl. Johannes Nepomuk. | BDA-Hist.: Q38114108 Status: § 2a Stand der BDA-Liste: 2025-06-30 Name: Klamm-Kapelle, Johannes Nepomuk-Kapelle GstNr.: 1131/1 Johannes-Nepomuk-Kapelle, Birgitz |
| ja   | Datei hochladen | Eisenzeitliche Siedlung Hohe Birga HERIS-ID: 112667 Objekt-ID: 130878 TKK: seit 2016         | Standort KG: Birgitz                     | Auf einem Hügel nördlich von Birgitz wurde eine Höhensiedlung der Fritzens-Sanzeno-Kultur aus dem 1. Jahrtausend v. Chr. freigelegt. Es wurden 13 Häuser vom rätischen Typ nachgewiesen, von dreien sind noch Grundmauern erhalten. Zu den Funden zählen Fibeln, Glasarmreifen, Geschirr, Gerätschaften, Bronze- und Eisenbarren und ein Webstuhl. | BDA-Hist.: Q1545095 Status: Bescheid Stand der BDA-Liste: 2025-06-30 Name: Eisenzeitliche Siedlung Hohe Birga GstNr.: 183/2 Hohe Birga                           |